# Ochyrocera charlotte
Ochyrocera charlotte — вид аранеоморфних павуків родини Ochyroceratidae. Описаний у 2018 році.

## Назва
Видова назва O. charlotte дана на честь павучихи Шарлотти з «Павутиння Шарлотти» — дитячого фентезійного роману американського письменника Елвіна Брукса Вайта.

## Поширення
Ендемік Бразилії. Виявлений у заповіднику Національний ліс Каражас у штаті Пара.

## Опис
Чоловічий голотип завдовжки 2,3 мм, а жіночий паратип — 2,0 мм. Павук має жовтувату голову та тіло кремового кольору. Самців можна розрізнити за їхнім п'ятикутним цимбієм з циліндричною тегулою. Самиці діагностуються за допомогою геніталій з дуже вузькою медіальною колонковою зовнішньою маткою та витягнутими та медіально вигнутими сперматеками